# Moriz Benedikt (Mediziner)

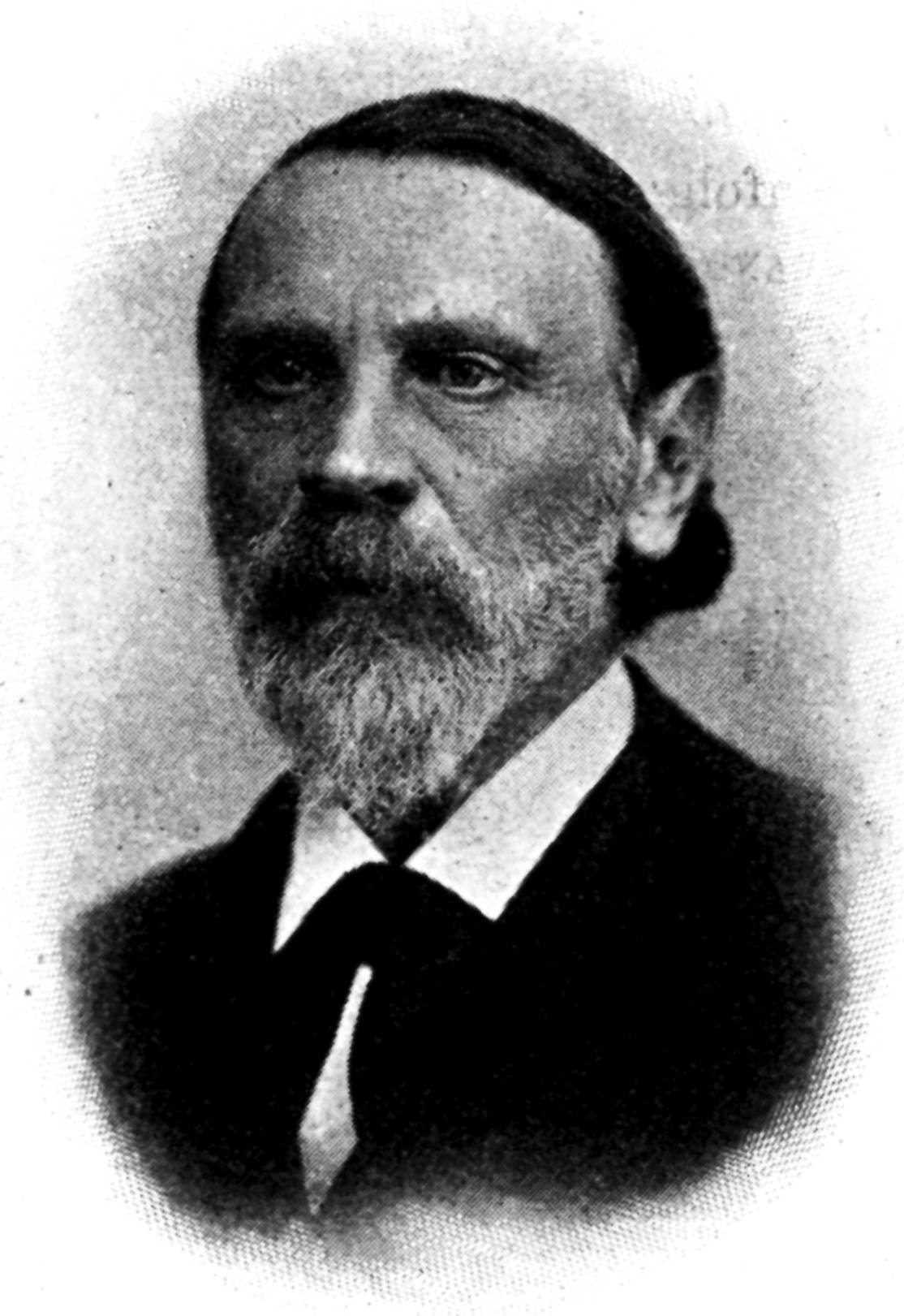
Moriz Benedikt

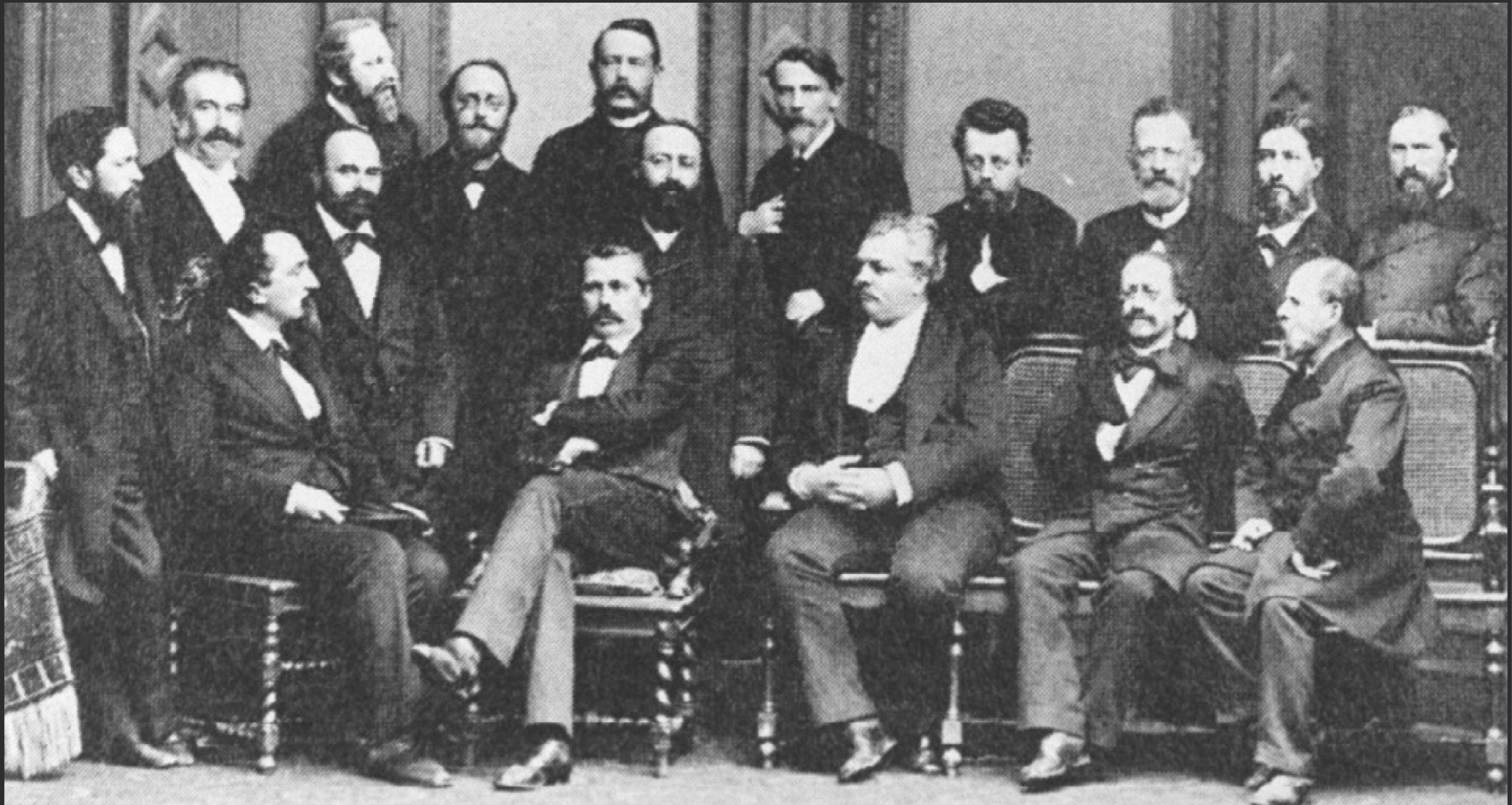
Die Abteilungsvorstände der Allgemeinen Poliklinik in Wien um 1885.
Von links, sitzend:
Alois Monti, Johann Schnitzler, Robert Ultzmann, Jakob Hock, Samuel Siegfried Karl von Basch;
von links stehend:
August Leopold von Reuss, Emil Stoffella, Wilhelm Winternitz, Leopold Oser, Anton von Frisch, Hans von Hebra, Ludwig Fürth, Moriz Benedikt, Viktor Urbantschitsch, Max Herz, Anton Wölfler, Ludwig Bandl

Moriz Benedikt (auch Moritz Benedikt; * 4. Juli 1835 in Eisenstadt; † 14. April 1920 in Wien) war ein österreichischer Neurologe jüdischer Abstammung. Er war Professor für Neurologie an der Universität Wien. Benedikt arbeitete während des Zweiten Italienischen Unabhängigkeitskrieges (1859) und des Preußisch-Österreichischen Krieges als Physiker mit dem österreichischen Militär zusammen.
Benedikt war Spezialist auf dem Feld der Elektrotherapie, Neuropathologie, nach ihm wurde das Benedikt-Syndrom benannt.
Ebenso erforschte er mit der Wünschelrute die von ihm postulierten „pathogenen Orte“ womit er Wegbereiter der von Gustav Freiherr von Pohl bezeichneten Radiästhesie war.

## Schriften (Auswahl)

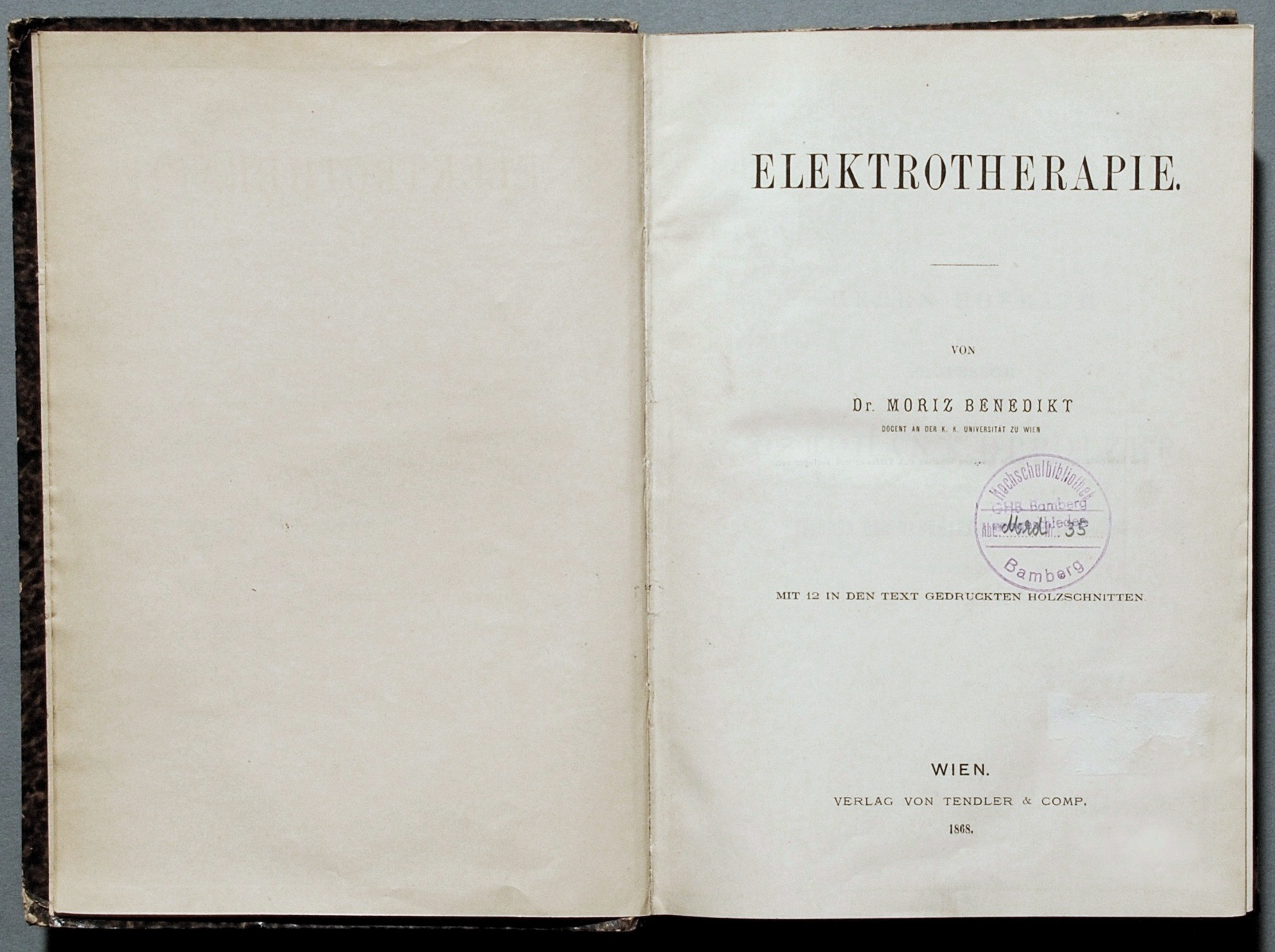
Titelblatt des Erstdrucks 1868

- Elektrotherapie, Tendler & Companie, Wien 1868
- Die psychologischen Funktionen des Gehirnes in gesundem und kranker Zustand, Wiener Klinik : Vorträge ; Jg. 1, H. 7, Wien, 1875
- Zur Lehre von der Localisation der Gehirnfunctionen, Wiener Klinik : Vorträge ; Jg. 9, H. 5–6, Wien 1875
- Ueber Katalepsie und Mesmerismus, Wiener Klinik : Vorträge ; Jg. 6, H. 3/4, Wien, 1880
- Ueber Elektricität in der Medicin, Wiener Klinik : Vorträge ; Jg. 10, H. 2, Wien, 1884
- Grundformeln des neuropathologischen Denkens, Wiener Klinik : Vorträge ; Jg. 11, H. 4, Wien, 1885
- Hypnotismus und Suggestion, Breitenstein, Leipzig, 1894
- Seelenkunde des Menschen als reine Erfahrungswissenschaft, Reisland, Leipzig, 1895
- Krystallisation und Morphogenesis, Perles, Wien, 1904
- Aus meinem Leben: Erinnerungen und Erörterungen, Konegen, Wien, 1906
- Biomechanik und Biogenesis, Fischer, Jena, 1912
- Die latenten (Reichenbach'schen) Emanationen der Chemikalien, Konegen, Wien, 1915
- Leitfaden der Rutenlehre (Wünschelrute), Urban & Schwarzenberg, Wien, 1916
- Ruten- und Pendellehre, Hartleben, Wien, 1917
- Beiträge zu Albert Eulenburgs Real-Encyclopädie der gesammten Heilkunde. Erste Auflage.
  - Band 1 (1880) (Digitalisat), S. 145 Agoraphobie
  - Band 2 (1880) (Digitalisat) S. 636–637: Bulbär-Paralyse
  - Band 6 (1881) (Digitalisat), S. 663–669: Hydrophobie
  - Band 12 (1882) (Digitalisat), S. 3–70: Schädelmessung